# 京阪6000系電車
京阪6000系電車（けいはん6000けいでんしゃ）は、1983年（昭和58年）に登場した京阪電気鉄道の通勤形電車。

## 投入の経緯
1983年（昭和58年）、快適性と省エネルギーを開発コンセプトとし、京阪線の架線電圧1500 V昇圧に対応できない旧系列車両の代替を目的に製造された。
1983年3月2日に6001Fが4両編成で竣工、17日に運行を開始し、3月中に暫定4両編成5本20両が出そろい、支線でも運用された。同年12月の昇圧までの約9か月間は、本系列による置き換え対象の吊掛車600系、1300系、1700系とともに架線電圧600 V仕様で運用され、1983年12月4日の1500 V昇圧に合わせ、4両編成5本に中間車3両を組み込み7両化のうえ、7両編成で新造の6本とともに本格的に運用を開始した。
1986年（昭和61年）10月、京都地下線（三条駅 - 東福寺駅間）工事の試運転車両搬入に伴う車両不足に対応して、ブレーキなどの小改良を実施した6012編成が4両編成で導入された。
1987年（昭和62年）5月24日の京都地下線工事および樟葉駅以北の急行停車駅のホーム延伸完成に伴う、同年6月1日のダイヤ改正での急行の8両運転区間拡大に対応し、1両を増結した8両編成が3編成組成された。
1989年に製造された6014Fの京都方3両はVVVFインバータ制御方式の長期試験車となった（残りの4両は界磁位相制御方式のまま）。その結果は同年に製造開始した7000系にも反映された。
1993年、6014FのVVVFインバータ制御試験車の3両は、車両番号変更のうえ7000系に編入された。その代替に6000系として3両が7000系の車体をベースに界磁位相制御方式の機器を載せる形で製造されて、編成内の制御方式が統一された。
以上の増備により、本系列の総数は8両編成14本112両となった。2023年4月現在、京阪電鉄で2番目に車両数が多い。2600系の両数が0番台の老朽廃車に伴い本系列の両数を下回ってから、2021年に13000系の両数が5次車投入により本系列の両数を上回るまでは、本系列が最大両数であった。

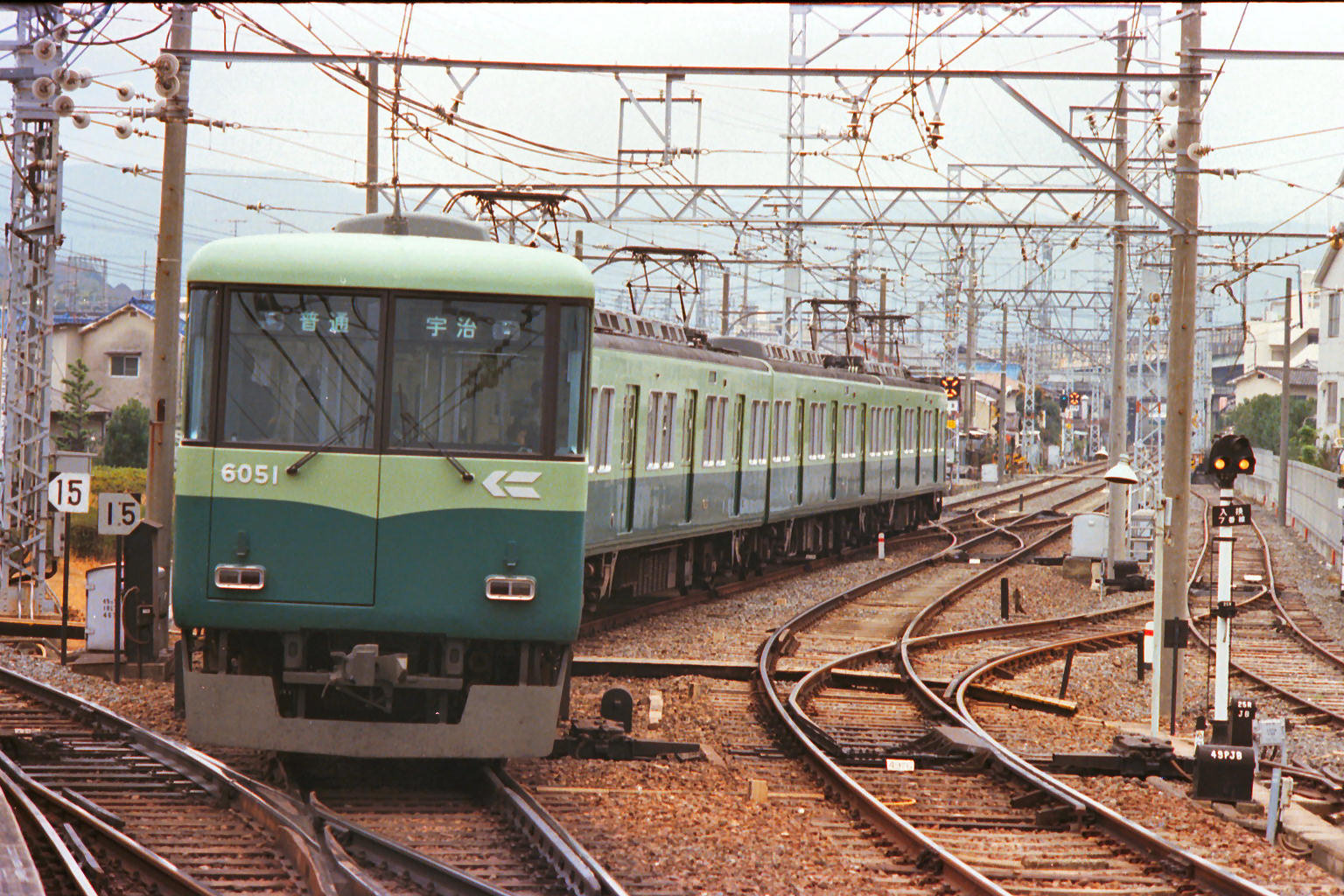
登場時は600 Vで2M2T相当の4両編成として使用された。 その当時の宇治線宇治行き電車 （中書島駅にて）
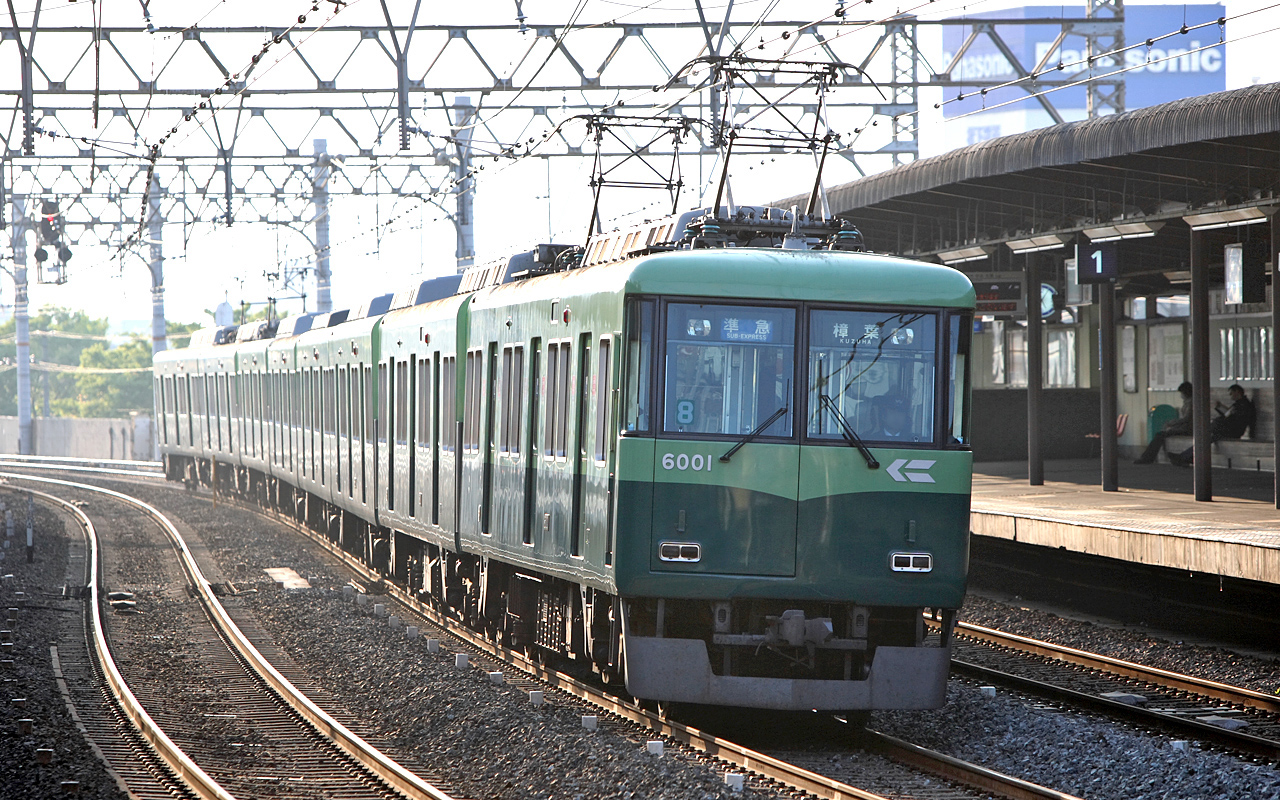
8両編成・旧塗装当時の6001F（西三荘駅にて）
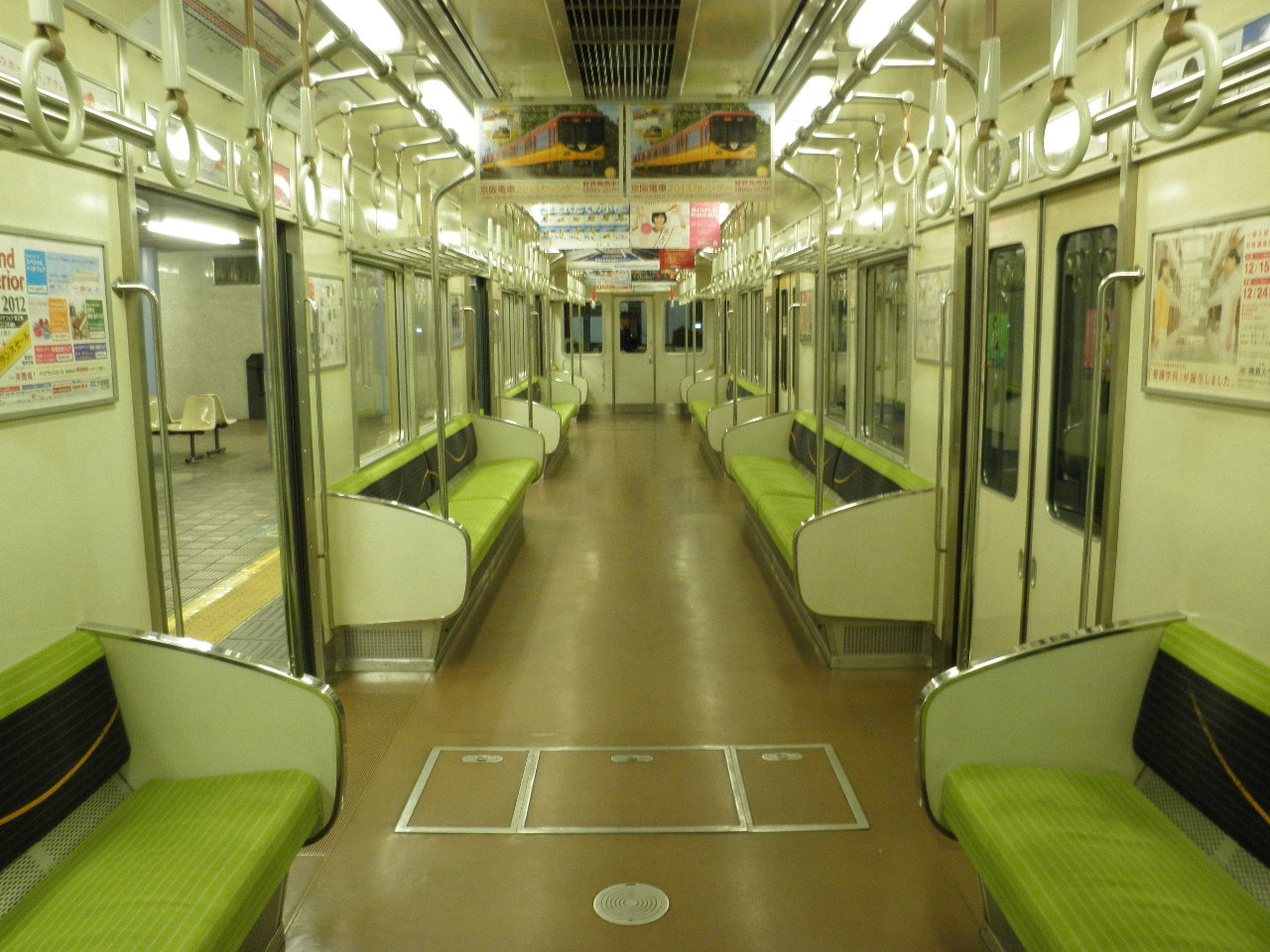
車内（モケット交換後）

## 車体・機器
従来の車両設計にとらわれず、次世代の車両を目指し製造された。車体はアルミ合金製であるが、鋼製車と同様の構造であった5000系に対し、本系列では大型押出形材を採用した新工法となり、さらなる軽量化が図られた。構体部材は、押出形材で屋根構体や側構体などを製作しており、床板、側梁には中空構造のアルミ押出形材を組み合わせている。この床構体は横梁を省略しており、中空形材に一体成形されたカーテンレール状の機器のつり溝があり、特殊ボルトを介して床下機器を吊り下げている。このことは、機器吊り用の梁に左右されることなく機器の配置ができ、移設などの改造も容易な構造である。さらに、中空形材内部を電線ダクトとして使用し、合理的な構造としている。
21世紀を見据えた魅力ある通勤車としてデザインが一新され、正面は角型前照灯2灯と種別・行先表示器を窓ガラスの内側上部左右に配し、非貫通構造でありながら、前面窓を2分割するサイズの大型外開き非常脱出扉を備えた、スマートで斬新かつ軽快なスタイルとされた。側面はバランサー付の一段下降式大型ユニット窓を扉間・車端ともに2枚ずつ配して、すっきりとまとめられた。また、車体長が200mm延伸され、現在の京阪線（京津線・石山坂本線・鋼索線を除く）車両の基本寸法（連結面間隔500 mm、車体長18,200 mm）が確立された。在来車に比べて車端部の寸法が長く、扉間がやや短くなっている。
制御装置は2600系以来実績を重ねてきた複巻電動機と界磁位相制御の組み合わせで、主電動機はTDK-8135A（端子電圧375 V、定格電流460 A、分巻界磁電流65 A、出力155 kW、定格回転数1,580 rpm）、主制御器はACRF-H8155-785A（直列15段、並列8段、弱め界磁無段階）である。最高速度は110（設計上は120）km/h、起動加速度は2.5 km/h/sで、後継車もほぼ同様である。
なお、開扉方向を案内する自動放送装置および戸閉め予告ブザーが京阪の通勤車で初めて搭載され、後継車および更新車にも波及した。

## 内装
インテリアは、化粧板を従来の薄緑色からベージュ系（壁面：グッティクロス、天井面：シルクチェック）に、床材を濃緑色からブラウン系に一新した。後継車や京阪線2400系および大津線600形以降の更新車でもこれに準じたインテリアが採用された。
座席モケットとカーテンについては引き続き緑色とされたが、袖仕切りが座席の背もたれから座面部分まである板状のものに、荷棚はパイプ状に変更されている。

## 編成
2024年4月現在、8両が基本編成となっている。6500形と6750形には簡易運転台があり、密着自動連結器を装備しているため、車庫内で切り離しが可能である。他の車両間は棒連結器である。
前述のとおり当初は7両を基本編成としており、暫定的に4両で運用された編成もあった。なお、8両編成化用増結車の連結位置は、6001F - 6011Fが京都方から5両目（6750形）、6012F - 6014Fが6両目（6550形）である。
2003年秋のダイヤ改正後、7両編成が不足したため、6001Fから付随車を1両抜き取って7両組成としたことがあったが、半年程度で8両編成に復帰した。
2008年10月19日の中之島線開業に伴うダイヤ改正では、6001Fと6002Fが、2013年3月のダイヤ改正では6004Fが8両運用の減少と7両運用の増加に伴い中間車両1両（6551・6552・6554）を減車した7両組成となった。その後、2015年2月から5月までに7200系と9000系の一部の編成の7両化に伴い6002F → 6001F→ 6004Fの順に再度8両化された。これにより約6年7か月ぶりに全編成が8両編成となったが、同年8月より6003Fが6553を減車した7両編成となったほか、2016年3月19日のダイヤ改定で6004Fも再び6554を外して7両編成化された。同年11月から12月までに7202Fと9004Fを7両編成化したことに伴い、6003F → 6004Fの順に8両編成に戻され、再び全編成が8両編成となった。この場合は外された6550形は京阪部内では休車とは扱わずに「半端車」となる。
車種構成の関係で、8両編成の場合T車（中間付随車）が4両連なる形になる（初代6014Fを除く）。同じ関西私鉄の阪急電鉄にも多く見られる編成形態であるが、京阪においては本系列から確立された。

## 形式

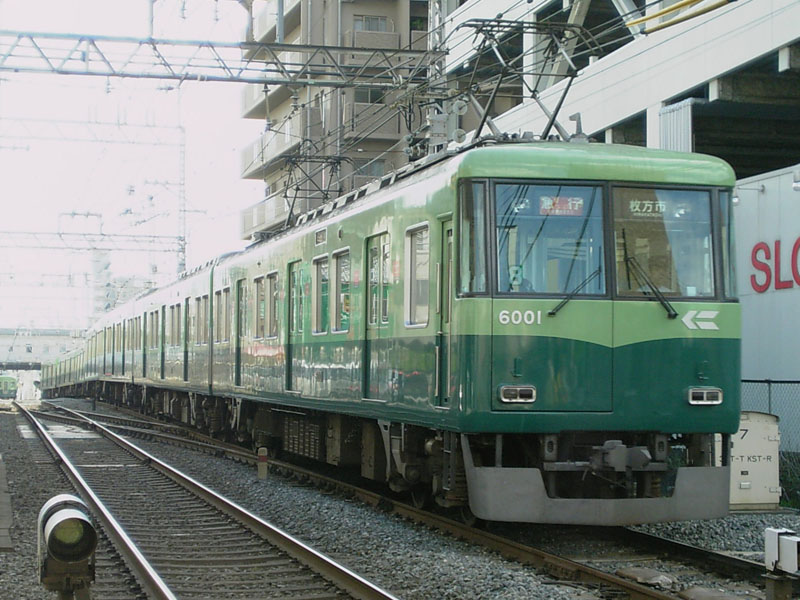
6000形
（京阪本線・香里園駅にて）

### 6000形（0番台）
京都方先頭車となる制御電動車。2両目の6100形とユニットを組む。主制御器・蓄電池・パンタグラフを2基搭載する。
VVVF試作車の初代6014は1993年に7000系に編入されて7004となり、代わって2代目6014が新造された。6001 - 6011が前期形車体、6012・6013・初代6014が後期形車体である。初代6014のパンタグラフは1基搭載、先頭車唯一の7000系車体である2代目6014のパンタグラフは2基搭載である。
平日朝の特急運用では女性専用車両となる。

### 6100形（0番台）
京都方から2両目となる車両。京都方先頭車の6000形とユニットを組む中間電動車で、補助電源装置を搭載する。リニューアル前は空気圧縮機も搭載されていた。パンタグラフは搭載されていない。
VVVF試作車の初代6114は京都方から3両目に連結されており、また6100形で唯一パンタグラフを搭載していた。2代目6114は車体は7000系タイプだが、機器類は他の6100形と同様であり、パンタグラフはなく、京都方から2両目に連結されている。
6101 - 6111が前期形、6112・6113・初代6114は後期形、2代目6114が7000系形車体である。

### 6600形
京都方から3両目に連結される付随車で、空気圧縮機などの補助機器を搭載している。リニューアル前は他の付随車に比べて床下機器が多かった。VVVF試作車の編成に組み込まれていた初代6614は、京都方から2両目（6014と6114の間）に連結されていた。
初代6614は前後の電動車とともに7000系に編入され、代わって製造された2代目6614は6014同様の7000系車体である。

### 6500形（0番台）
京都方から4両目に連結される付随車で、蓄電池を搭載し、大阪方に簡易運転台を有する。6501 - 6511が前期形、6512 - 6514は後期形車体である。

### 6700形
付随車で、京都方に簡易運転台を有する。8両編成では京都方から5両目に連結される。前期形編成 (6001F - 6011F) では当初は組み込まれず、8両化時に追加新造した。後期形（6012F・6013F・6014F）では7両組成時から当形式が連結されていた。リニューアル後は電動車から移設された空気圧縮機を搭載する。
製造順は 6751 - 6753 → 6763 → 6762 → 6764 → 6754 - 6758 → 6759 - 6761である。6754 - 6761が7000系車体、他の車両は後期形車体で、前期形車体の車両はない。組成位置の関係上、車両番号は50番台車 (51 - 64) のみである。

### 6500形（50番台）
付随車。8両編成では京都方から6両目に連結される。正式には6500形に含まれているが、組成位置だけではなく簡易運転台の有無で機能が異なるため、本稿では50番台と区別する。4両目の6500形とは異なり、6550番台車には簡易運転台はない。リニューアル後は6700形と同じく電動車から移設された空気圧縮機を搭載する。
前期形では7両組成時に新造され、最後の3編成では8両化用の増結車として新造されている。6551 - 6561が前期形、6562 - 6564は7000系車体で、後期形は存在しない。
なお、6551・6552のみKW-50B形台車を装着している。事故などで先頭車の台車が破損した際、同台車にモーターを装備して先頭車に取り付けることで、迅速な運用復帰を可能としているが、実際に活用された事例はない。
7000系車体の3両は8000系特急車から外されたFS-517C台車を装着している（8000系はFS-517Dへ取替え）。

### 6100形（50番台）
大阪方から2両目に連結される中間電動車。正式には6100形だが、機器構成が全く異なるため、本稿では便宜上別形式として記述している。
主制御器と蓄電池、パンタグラフ2基を搭載しており、機器配置上は京都方先頭車の6000形を中間車にしたタイプである。6151 - 6161が前期形、6162 - 6164が後期形である。

### 6000形（50番台）

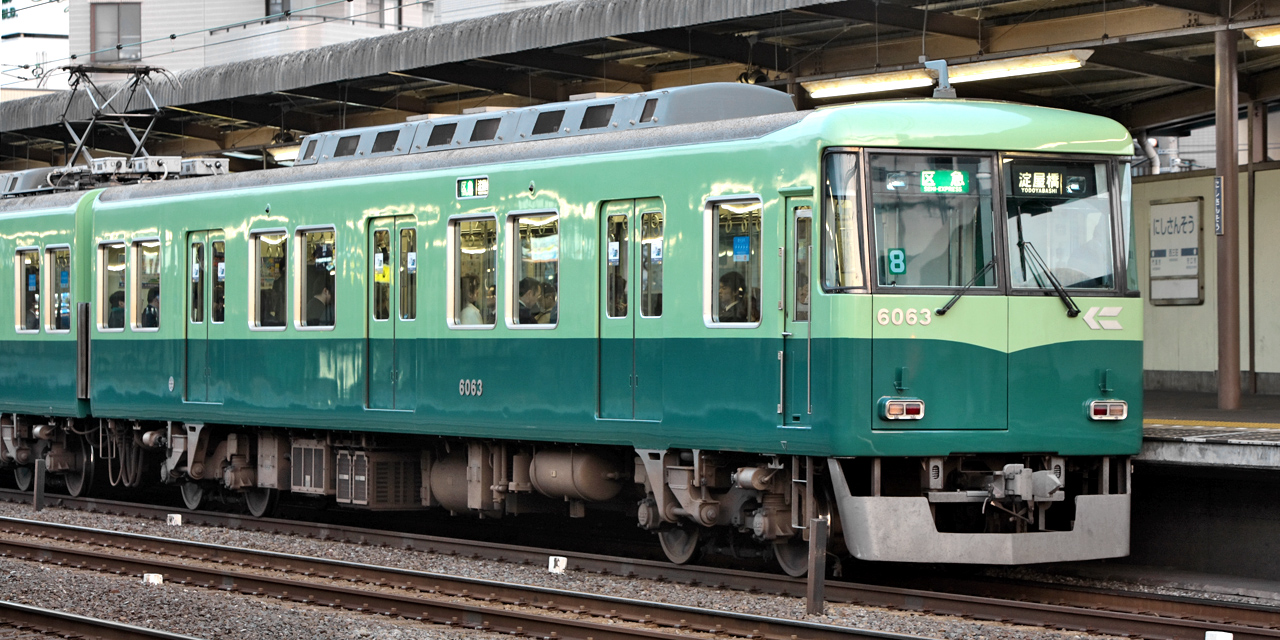
6000形50番台
（京阪本線西三荘駅）

大阪方先頭車となる制御電動車。正式には6000形だが、機器構成が全く異なるため、便宜上京都方先頭車と区分して記述。補助電源装置を搭載しており、パンタグラフはない。リニューアル前は空気圧縮機も搭載していた。すなわち、機器配置上は京都方から2両目の6100形と共通である。
6051 - 6061が前期形、6062 - 6064が後期形車体である。

## 製造
製造時期により、前期形・後期形・7000系タイプの3種類の車体が存在する。なお、増結や編成組み換えに伴い、同タイプの車体で統一された編成はない。

### 前期形（1次車）
| ← 京都大阪 → | ← 京都大阪 → | ← 京都大阪 → | ← 京都大阪 → | ← 京都大阪 → | ← 京都大阪 → | ← 京都大阪 → | ← 京都大阪 → | ← 京都大阪 →  |
| 形式         | 6000         | 6100         | 6600         | 6500         | 6550         | 6150         | 6050         | 竣工          |
| ------------ | ------------ | ------------ | ------------ | ------------ | ------------ | ------------ | ------------ | ------------- |
| 形式         | Mc           | M            | T            | T            | T            | M            | Mc           | 竣工          |
| 車両番号     | 6001         | 6101         |              |              |              | 6151         | 6051         | 1983年3月2日  |
| 車両番号     | 6002         | 6102         |              |              |              | 6152         | 6052         | 1983年3月8日  |
| 車両番号     | 6003         | 6103         |              |              |              | 6153         | 6053         | 1983年3月16日 |
| 車両番号     | 6004         | 6104         |              |              |              | 6154         | 6054         | 1983年3月25日 |
| 車両番号     | 6005         | 6105         |              |              |              | 6155         | 6055         | 1983年3月30日 |
| 車両番号     |              |              | 6601         | 6501         | 6551         |              |              | 1983年12月4日 |
| 車両番号     |              |              | 6602         | 6502         | 6552         |              |              | 1983年12月4日 |
| 車両番号     |              |              | 6603         | 6503         | 6553         |              |              | 1983年12月4日 |
| 車両番号     |              |              | 6604         | 6504         | 6554         |              |              | 1983年12月4日 |
| 車両番号     |              |              | 6605         | 6505         | 6555         |              |              | 1983年12月4日 |
| 車両番号     | 6006         | 6106         | 6606         | 6506         | 6556         | 6156         | 6056         | 1983年12月4日 |
| 車両番号     | 6007         | 6107         | 6607         | 6507         | 6557         | 6157         | 6057         | 1983年12月4日 |
| 車両番号     | 6008         | 6108         | 6608         | 6508         | 6558         | 6158         | 6058         | 1983年12月4日 |
| 車両番号     | 6009         | 6109         | 6609         | 6509         | 6559         | 6159         | 6059         | 1983年12月4日 |
| 車両番号     | 6010         | 6110         | 6610         | 6510         | 6560         | 6160         | 6060         | 1983年12月4日 |
| 車両番号     | 6011         | 6111         | 6611         | 6511         | 6561         | 6161         | 6061         | 1983年12月4日 |

1983年12月の架線電圧1500 V昇圧に際して製造されたグループで、77両（第1編成 - 第11編成、当時は7両編成）が該当する。台車は電動車が円筒案内式のKW-50、付随車がSUミンデンのFS-517形を採用している（前述のとおり6551・6552はKW-50Bを装着）。
冷房装置は、2600系2621F・2622Fでの実用試験を踏まえ、「三菱CU-197」クーラー3基を搭載したが、容量アップのため2度交換され、現在は「東芝RPU-3048」を搭載している。2度目の交換の際にはクーラーカバーも交換された。なお、取り外されたCU-197クーラー231基のうち、180基が1900系45両の冷房改造に、残り51基が1000系のクーラーの更新と容量アップに、2度目の交換で取り外された「東芝RPU-3042」クーラーは、大津線80形の冷房改造や、600形・700形新造の際に活用されている。
複電圧仕様車（1982年度製造）：20両（第1編成 - 第5編成の電動車）
1983年3月に竣工して、同月17日より順次運用開始した。昇圧までの留置スペースの関係と乗務員習熟の必要から、暫定的に600 V電圧仕様とされた。昇圧までの間、全車電動車の4両編成で運用され、1両4個のモーターのうち2個のみを使用し、回生ブレーキは無効状態とされた。昇圧時には1500 V仕様としたうえで付随車3両を組み込み7両編成化された。
単電圧仕様車（1983年度製造）：57両（第6編成 - 第11編成の42両と、第1編成 - 第5編成の付随車15両）
1983年4月から9月にかけて寝屋川車両工場に搬入され、同年12月4日の架線電圧1500 V昇圧と同時に運用が開始された。1500 V仕様ではあるが、寝屋川車庫への搬入後、留置のため淀車庫まで自走回送できるよう、600 V時でも時速60キロ程度で走行可能とされた。

### 後期形（2 - 6次車）
第12編成以降のマイナーチェンジ車で、ブレーキが回生ブレーキ併用の全電気指令式ブレーキHRD-1Rから回生ブレーキ優先全電気指令式ブレーキHRDA-1に変更され、さらなる省エネ化が図られた。また、電動車の台車を軸梁式のKW66に変更、冷房装置が「東芝RPU-3043」に強化されてカバーの形状が変更されたほか、側窓が熱線吸収ガラスに変更された。
| ← 京都大阪 → | ← 京都大阪 → | ← 京都大阪 → | ← 京都大阪 → | ← 京都大阪 → | ← 京都大阪 → | ← 京都大阪 → | ← 京都大阪 → | ← 京都大阪 →   |
| 形式         | 6000         | 6100         | 6600         | 6500         | 6700         | 6150         | 6050         | 竣工           |
| ------------ | ------------ | ------------ | ------------ | ------------ | ------------ | ------------ | ------------ | -------------- |
| 形式         | Mc           | M            | T            | T            | T            | M            | Mc           | 竣工           |
| 車両番号     | 6012         |              | 6612         | 6512         |              |              | 6062         | 1986年10月30日 |
| 車両番号     |              |              |              |              | 6751         |              |              | 1987年4月22日  |
| 車両番号     |              |              |              |              | 6752         |              |              | 1987年4月23日  |
| 車両番号     |              |              |              |              | 6753         |              |              | 1987年4月28日  |
| 車両番号     | 6013         | 6113         | 6613         | 6513         | 6763         | 6163         | 6063         | 1988年3月17日  |
| 車両番号     |              | 6112         |              |              | 6762         | 6162         |              | 1989年3月13日  |
| 形式         | 6000         | 6600         | 6100         | 6500         | 6700         | 6150         | 6050         | 竣工           |
| 形式         | Mc           | T            | M            | T            | T            | M            | Mc           | 竣工           |
| 車両番号     | 6014         | 6614         | 6114         | 6514         | 6764         | 6164         | 6064         | 1989年2月1日   |

2次車：4両（第12編成の6012・6612・6512・6062）
京都地下線（東福寺駅 - 三条駅間）への試運転車両（2600系4両）搬入の補填として、1986年10月30日に竣工、同年11月28日より運用開始した。当時の交野線の変電所容量の関係で、中間2両が付随車のために両先頭車からの制御回路やモーターへの引き通し線が付随車の床下に通っていた。
3次車：3両（第1 - 3編成8両化用の6751 - 6753）
1987年4月22 - 28日に竣工、同年6月1日より運用開始した。
4次車：7両（第13編成）
1988年3月17日に竣工、同月19日に運用開始した。1800系（2代目）7両を置き換えた。3次車までとの違いとして、ドアエンジンの静音化、空気圧縮機の変更、ドアスペースつり革のはね上げ機構省略（短いタイプ）がある。
5次車：3両（第12編成の6112・6762・6162）
1989年3月13日に竣工、同月15日に運用開始した。この車両からは側面方向幕の窓支持方式の変更が行われた。
6次車：7両（初代第14編成）
1989年2月1日に竣工、同年3月1日に運用開始した。1800系（2代目）7両の廃車（全廃）にあわせて投入された。京都方3両はVVVF試験車で、VVVF電動車の台車はKW77であった。

### 7000系タイプ車体（7次車以降）
1989年9月以降に増備された14両は7000系と同じ車体を採用しており、側窓と車体との段差が少なく、窓枠が細くなっている。
| 形式     | 6750 | 竣工          |
| -------- | ---- | ------------- |
| 形式     | T    | 竣工          |
| 車両番号 | 6754 | 1989年9月14日 |
| 車両番号 | 6755 | 1989年9月15日 |
| 車両番号 | 6756 | 1989年9月16日 |
| 車両番号 | 6757 | 1989年9月18日 |
| 車両番号 | 6758 | 1989年9月19日 |
| 車両番号 | 6759 | 1991年3月11日 |
| 車両番号 | 6760 | 1991年3月8日  |
| 車両番号 | 6761 | 1991年3月14日 |
| 形式     | 6550 | 竣工          |
| 形式     | T    | 竣工          |
| 車両番号 | 6562 | 1992年9月15日 |
| 車両番号 | 6563 | 1992年9月17日 |
| 車両番号 | 6564 | 1992年9月19日 |

| ← 京都大阪 → | ← 京都大阪 → | ← 京都大阪 → | ← 京都大阪 → | ← 京都大阪 →   |
| 形式         | 6000         | 6100         | 6600         | 竣工           |
| ------------ | ------------ | ------------ | ------------ | -------------- |
| 形式         | Mc           | M            | T            | 竣工           |
| 車両番号     | 6014         | 6114         | 6614         | 1993年12月13日 |

7次車：5両（第4 - 8編成8両化用の6754 - 6758）
鴨東線開業に伴う輸送力増強用の増結車。1989年9月14 - 19日に竣工し、同月26日のダイヤ改正より運用開始した。
8次車：3両（第9 - 11編成8両化用の6759 - 6761）
ラッシュ時の輸送力増強用の増結車。1991年5月に竣工して、同月31日より運用開始した。
9次車：3両（第12 - 14編成8両化用の6562 - 6564）
1992年9月に竣工して、1993年1月29日より運用開始した。8000系から振り替えられたFS-517C台車を装着する。
10次車：3両（2代目第14編成の6014・6114・6614）
系列内の制御装置統一のため、7004編成建造時に7000系に編入されたVVVF試作車6014・6114・6614の3両に代わる最終増備車。1993年12月13日に竣工、14日より運用開始した。なお、6014は先頭車で唯一の7000系車体で、6014・6114の台車はKW66である。

## ラッピングトレイン

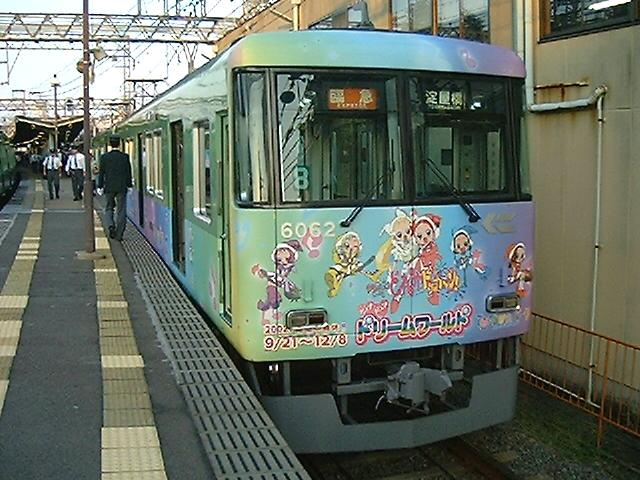
おジャ魔女どれみドッカ〜ン！ピュアピュアドリーム号

沿線でのイベント、ひらかたパークでのイベントに併せてラッピングトレインとなっている。
- 6009F 国際花と緑の博覧会（EXPO'90）協賛・『みず号』塗装（1989年3月30日 - 1990年9月27日）
- 6002F 「くずはタワーシティー号」（2001年5月17日 - 2002年7月11日）
- 6013F 「くずはタワーシティー号」（2001年5月8日 - 2002年8月11日）
- 6011F 「第90回菊人形『Genjiロマンス2001号』」（2001年10月24日 - 2001年11月25日）
- 6003F 「アンパンマン列車」（2002年3月23日 - 2002年7月6日）
- 6012F 「おジャ魔女どれみドッカ〜ン！ピュアピュアドリーム号」（2002年9月21日 - 2002年12月8日）
- 6005F 「世界水フォーラム（中間の4両のみ）」（2003年3月3日 - 2003年3月23日）
- 6007F 「とっとこハム太郎号」（2003年3月8日 - 2003年7月6日）

## 新塗装化

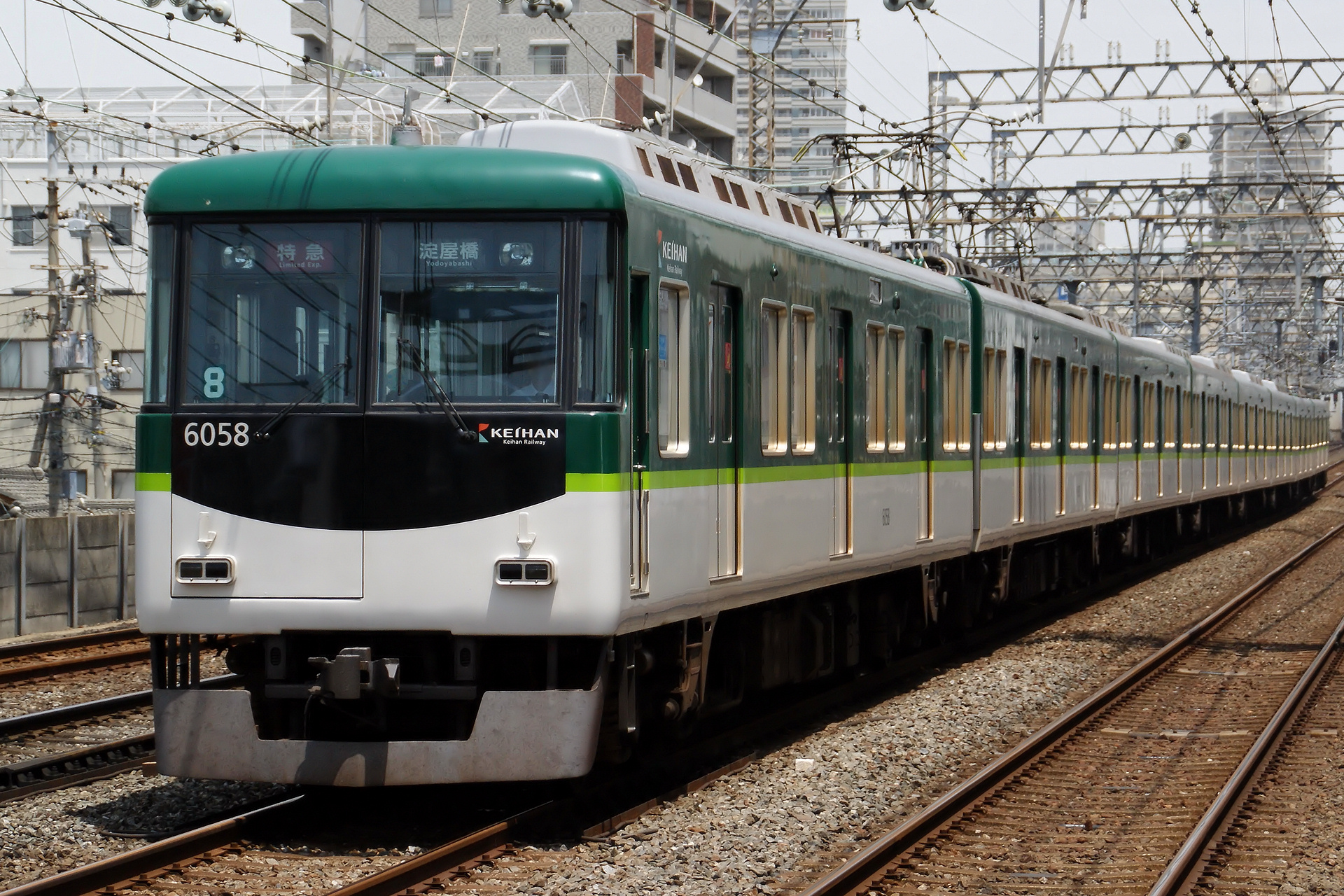
新塗装化された6000系

2008年5月から2011年11月にかけて新塗装への変更を実施した。新塗装化にあたり本系列以降の車両は「モダンフェイス車両」とされ、先頭車前面に「スラッシュ・ムーン」と称する円弧状のデザインを配している。
2008年8月6日に新塗装1本目となる6008Fが登場し、8月9日から営業運転を開始した。2本目となる6006F（2009年5月13日）では、新塗装への変更と同時に、新デザインの座席モケットへの張り替えが実施（6008Fは2012年春に実施）され、その後他系列へも波及した。
- 2009年6月18日：6009F（新塗装3本目）
- 2009年8月19日：6010F（新塗装4本目）
- 2009年11月24日：6001F（新塗装5本目・6551号車を除く）
- 2009年12月14日：6011F（新塗装6本目）
- 2010年3月31日：6014F（新塗装7本目）
- 2010年5月26日：6013F
- 2010年6月11日：6002F
- 2010年7月22日：6003F
- 2011年1月25日：6012F
- 2011年4月18日：6004F
- 2011年7月7日：6005F
- 2011年11月1日：6007F

本系列最後の原色（旧塗装）車となった当時休車中の6551号車は、2013年8月 - 9月の6001Fの全般検査にあわせて新塗装化された。試運転は8両編成で実施されたが、6001Fは引き続き暫定7両編成とされ、2015年3月の8両編成復帰まで、6551号車は検査等で8両編成が不足する際のみ組み込まれていた。

## リニューアル
2013年度より、床下機器の更新や補助電源装置のSIV化、バリアフリー対策を含む車内インテリアの一新などのリニューアルが行われている。。第一陣として6011Fがリニューアルされ、2014年9月5日に営業運転を開始した。
外観
- 種別・行先表示器のフルカラーLED化。
- 側面の窓枠の黒色化。
- 標識灯のLED化。
- ドア周辺の注意喚起用オレンジラインの設置。

機器類
- 制御装置や主電動機などは従来どおりのままであるが、補助電源装置がMGからIGBT-SIVに交換された。それにより6100形、6050形に搭載されていた空気圧縮機が6750形、6550形に移設された。

内装
- 13000系に準じた内装に更新（13000系2次車以降と同じドアチャイムを搭載）。ただしドア窓は単板ガラスのままである。
  - 車両中央部の8人掛けロングシートはスタンションポールで区切られた2-3-2人掛けの7人掛けとなった。座席定員は車椅子スペース設置とあわせて1両あたり7人減少している。

- 車内灯はLED化されているが、従来通りカバーが付いている。
- 天井面の化粧板は交換されていない。

その他
- 戸閉予告ブザーを7200系以降のものに更新。
- 8000系・3000系・13000系と同じ自動放送装置の設置。
  - 快速急行以上の種別に運用される時は自動放送となっていたが、タブレットによる自動放送により、全種別で、自動放送が流れるようになった。

前照灯のLED化はリニューアル車以外にも行われ、全編成の交換が完了した。
また、2021年1月22日から2022年にかけて6000系全車両に、デジタルサイネージ用18.5インチフルHD対応LCDが順次搭載される。

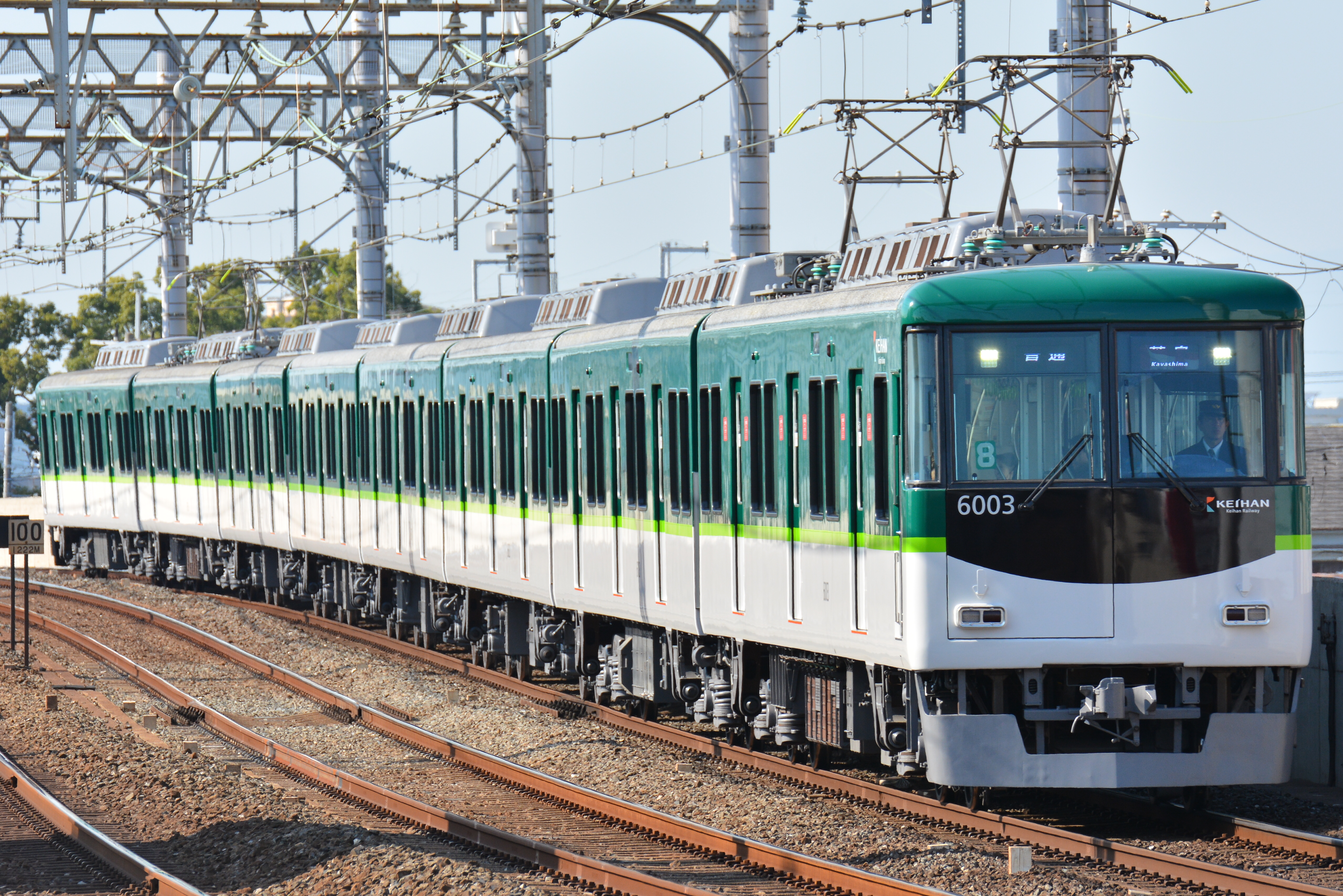
リニューアル車
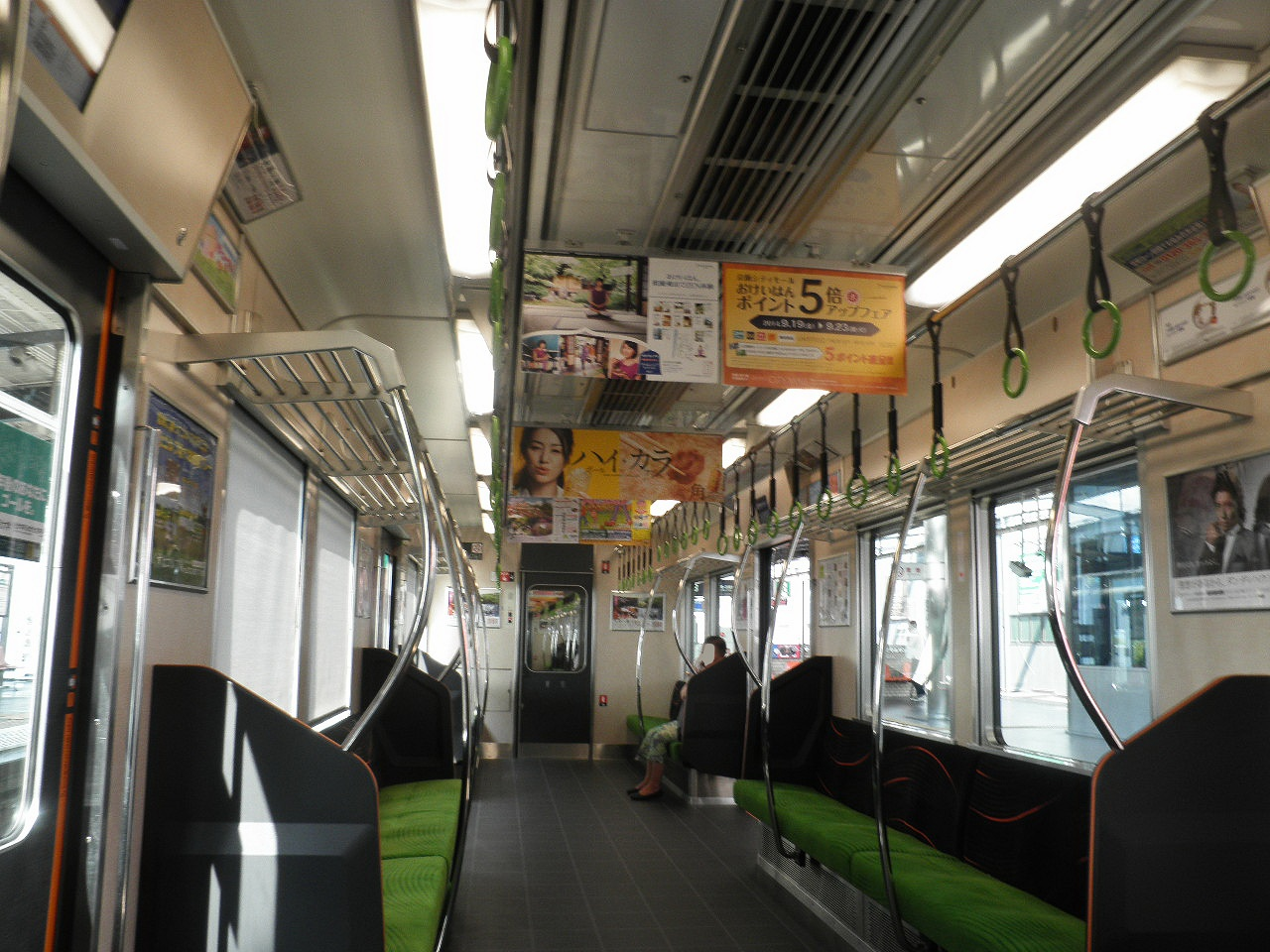
リニューアル車の車内
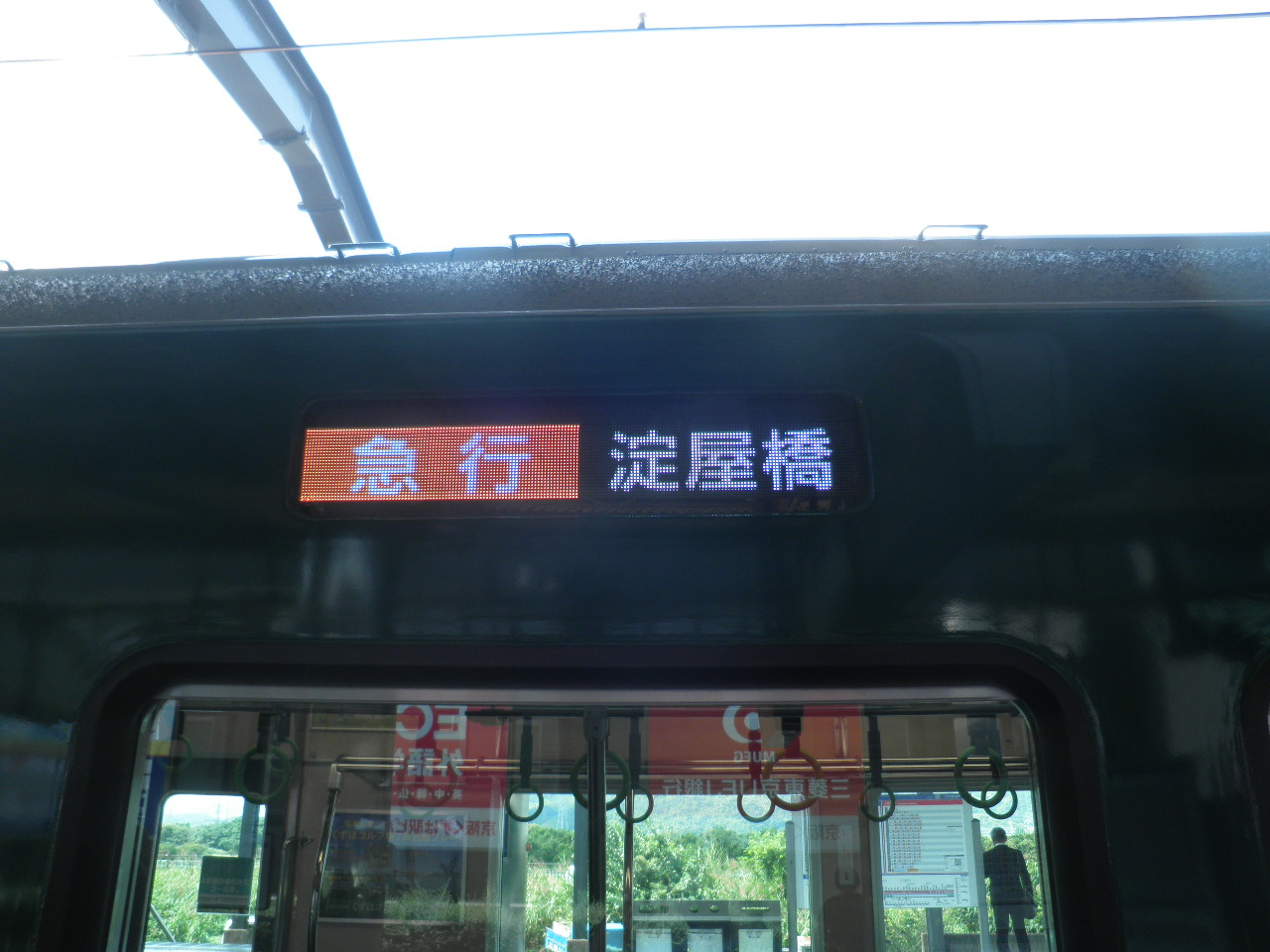
フルカラーLED化された行先表示器
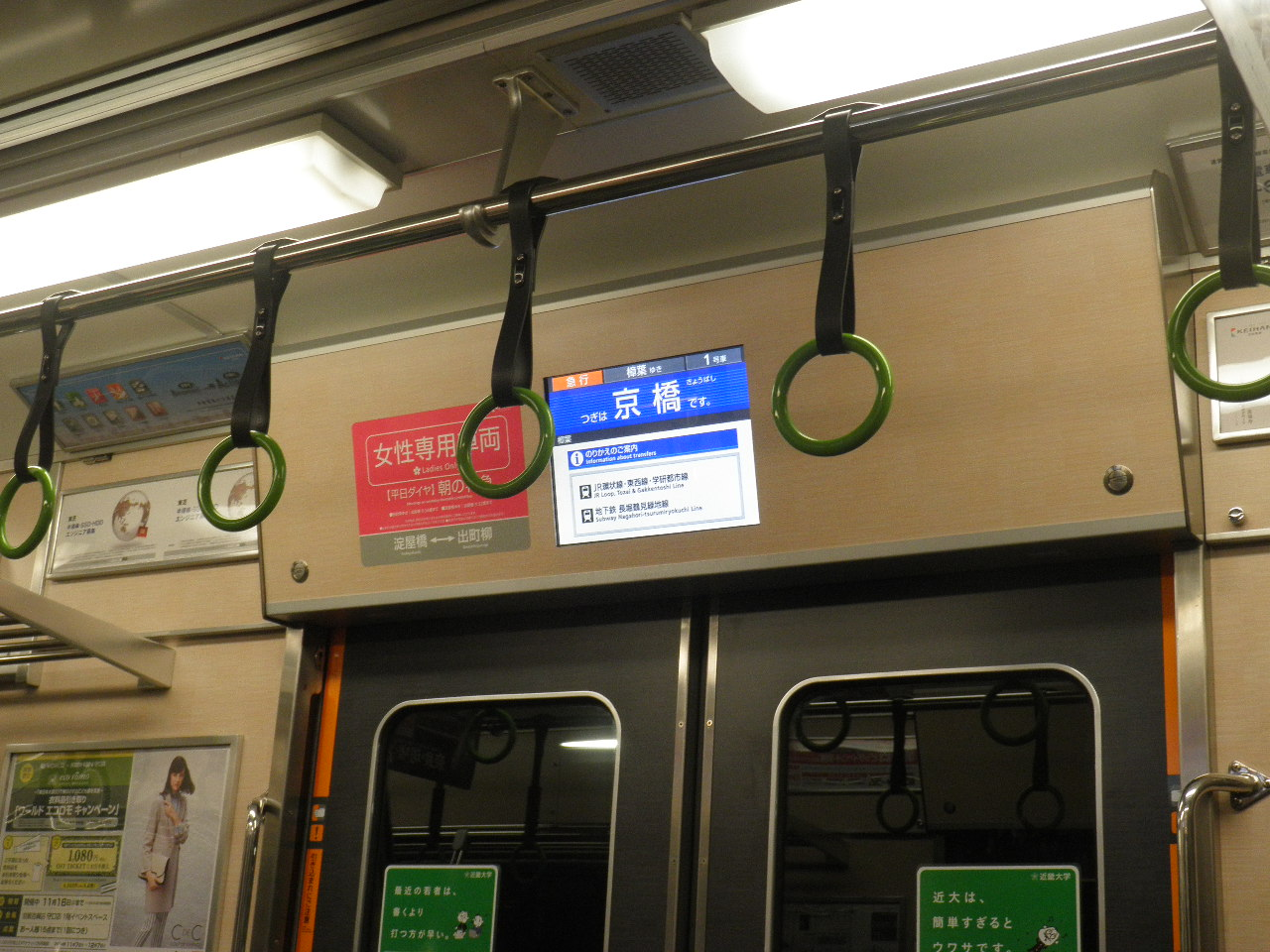
車内のLCD案内表示機

## 運用
中書島駅 - 七条駅間にはホーム有効長が7両の駅があり、8両編成は淀駅 - 三条駅間では急行以上の種別での運用に限定される。2016年3月19日のダイヤ改定以降、昼間時間帯は中之島駅 - 萱島駅・枚方市駅間の普通運用が主となっている。
急行から普通まで幅広く運用され、正月や春秋行楽期には代用特急・臨時特急にも充当されてきたが、2000年7月のダイヤ改正以降、平日ラッシュ時に通勤車による定期特急運用が設定され、本系列も充当された。2003年9月ダイヤ改正以降、特急（枚方市・樟葉にも停車）が日中10分ヘッドとなり、京都口（淀駅以北）での運用が減少したが、9000系の検査時には本系列または7200系による代走が行われ、日中以降も特急運用が見られた。
2006年のダイヤ改正以降中之島線開業までは、日中は淀屋橋駅 - 枚方市駅間の急行（一部準急）を中心に運用された。また、淀駅高架化工事に伴う制約の中で競馬輸送・行楽輸送に対応するため、土休日の朝・夕方は15分ヘッドとなり、本系列による京阪間直通急行が見られた。
2008年10月19日の中之島線開業以降は平日朝・夕方・夜間に特急・通勤快急・快速急行運用が設定されるようになったほか、2011年5月28日のダイヤ改定まで日中に設定されていた淀屋橋駅 - 枚方市駅間の特急にも平日を中心に充当された。
8000系・3000系（2代）の検査時など、都合により快速特急や日中の特急を代走する場合がある。

## 編成表
2024年4月1日現在
| ← （京都）三条・出町柳（大阪）淀屋橋・中之島 → | ← （京都）三条・出町柳（大阪）淀屋橋・中之島 → | ← （京都）三条・出町柳（大阪）淀屋橋・中之島 → | ← （京都）三条・出町柳（大阪）淀屋橋・中之島 → | ← （京都）三条・出町柳（大阪）淀屋橋・中之島 → | ← （京都）三条・出町柳（大阪）淀屋橋・中之島 → | ← （京都）三条・出町柳（大阪）淀屋橋・中之島 → | ← （京都）三条・出町柳（大阪）淀屋橋・中之島 → | ← （京都）三条・出町柳（大阪）淀屋橋・中之島 → | ← （京都）三条・出町柳（大阪）淀屋橋・中之島 → |
| 形式                                           | 6000形                                         | 6100形                                         | 6600形                                         | 6500形                                         | 6750形                                         | 6550形                                         | 6150形                                         | 6050形                                         | リニューアル                                   |
| ---------------------------------------------- | ---------------------------------------------- | ---------------------------------------------- | ---------------------------------------------- | ---------------------------------------------- | ---------------------------------------------- | ---------------------------------------------- | ---------------------------------------------- | ---------------------------------------------- | ---------------------------------------------- |
| 区分                                           | Mc                                             | M                                              | T                                              | T                                              | T                                              | T                                              | M                                              | Mc                                             |                                                |
| 車両番号                                       | 6001                                           | 6101                                           | 6601                                           | 6501                                           | 6751                                           | 6551                                           | 6151                                           | 6051                                           | 2019年4月26日                                  |
| 車両番号                                       | 6002                                           | 6102                                           | 6602                                           | 6502                                           | 6752                                           | 6552                                           | 6152                                           | 6052                                           | 2021年7月14日                                  |
| 車両番号                                       | 6003                                           | 6103                                           | 6603                                           | 6503                                           | 6753                                           | 6553                                           | 6153                                           | 6053                                           | 2019年10月31日                                 |
| 車両番号                                       | 6004                                           | 6104                                           | 6604                                           | 6504                                           | 6754                                           | 6554                                           | 6154                                           | 6054                                           | 2020年4月27日                                  |
| 車両番号                                       | 6005                                           | 6105                                           | 6605                                           | 6505                                           | 6755                                           | 6555                                           | 6155                                           | 6055                                           | 2021年1月20日                                  |
| 車両番号                                       | 6006                                           | 6106                                           | 6606                                           | 6506                                           | 6756                                           | 6556                                           | 6156                                           | 6056                                           | 2018年9月18日                                  |
| 車両番号                                       | 6007                                           | 6107                                           | 6607                                           | 6507                                           | 6757                                           | 6557                                           | 6157                                           | 6057                                           | 2015年3月9日                                   |
| 車両番号                                       | 6008                                           | 6108                                           | 6608                                           | 6508                                           | 6758                                           | 6558                                           | 6158                                           | 6058                                           | 2015年12月18日                                 |
| 車両番号                                       | 6009                                           | 6109                                           | 6609                                           | 6509                                           | 6759                                           | 6559                                           | 6159                                           | 6059                                           | 2016年9月1日                                   |
| 車両番号                                       | 6010                                           | 6110                                           | 6610                                           | 6510                                           | 6760                                           | 6560                                           | 6160                                           | 6060                                           | 2018年4月13日                                  |
| 車両番号                                       | 6011                                           | 6111                                           | 6611                                           | 6511                                           | 6761                                           | 6561                                           | 6161                                           | 6061                                           | 2014年8月8日                                   |
| 車両番号                                       | 6012                                           | 6112                                           | 6612                                           | 6512                                           | 6762                                           | 6562                                           | 6162                                           | 6062                                           | 2023年4月14日                                  |
| 車両番号                                       | 6013                                           | 6113                                           | 6613                                           | 6513                                           | 6763                                           | 6563                                           | 6163                                           | 6063                                           | 2022年1月25日                                  |
| 車両番号                                       | 6014                                           | 6114                                           | 6614                                           | 6514                                           | 6764                                           | 6564                                           | 6164                                           | 6064                                           | 2023年6月12日                                  |

## 受賞

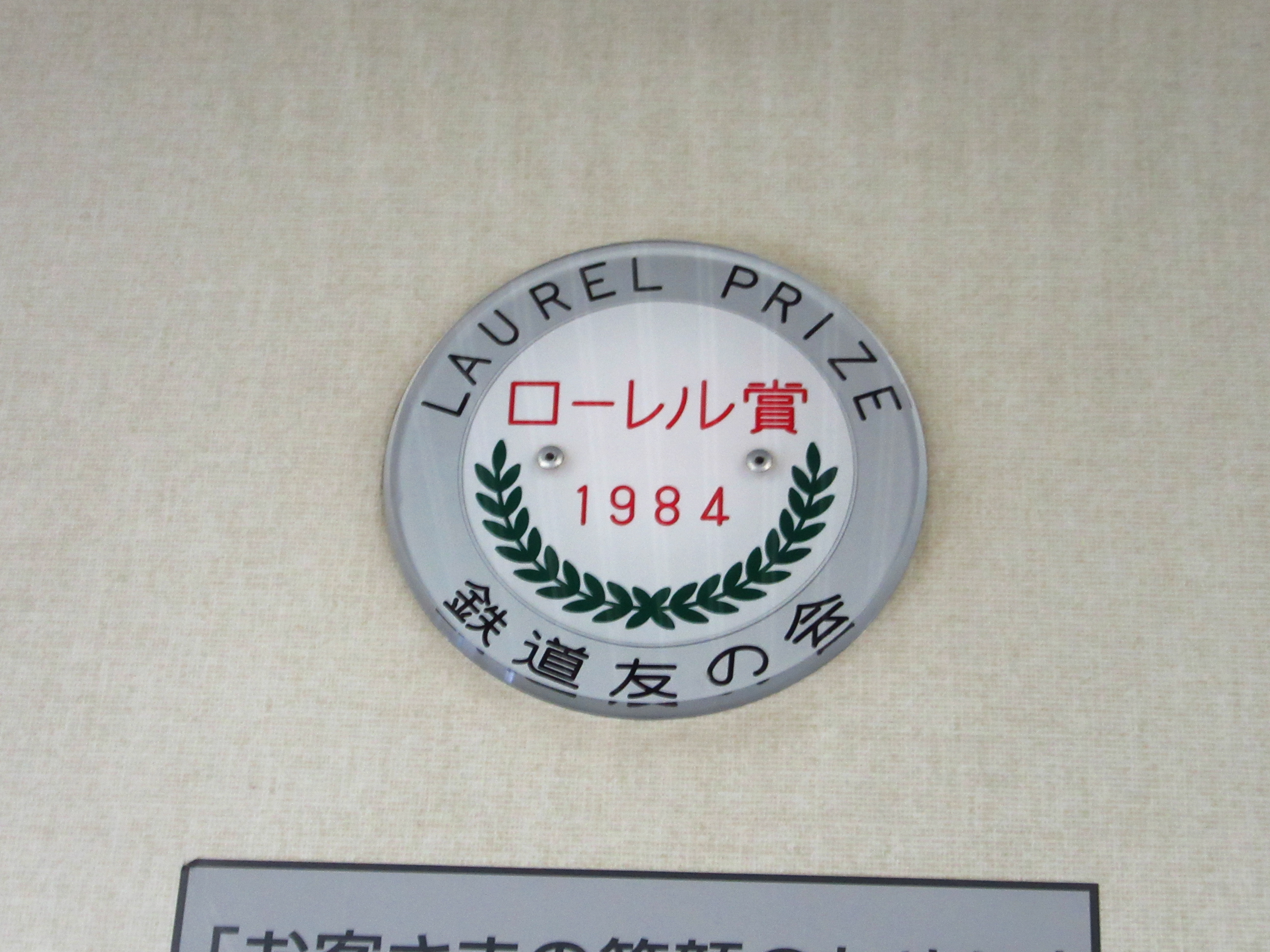
ローレル賞受賞記念プレート

外観、技術、内装等の面において従来の京阪通勤車の概念を覆したことで、鉄道関係者などから「もはや、車体色だけが京阪電車であることをかろうじて物語っている」とさえ言われたほどのインパクトを与えた。1984年に鉄道友の会より京阪車両史上初のローレル賞を受賞している。当時、車両担当の役員だった宮下稔（後に社長）は、設計に際して「3000系特急車の時には果たせなかったので、今度の6000系新造車ではぜひブルーリボン賞か、ローレル賞を取りたい」と当時の社長の青木精太郎に意欲を示し、それを実現させることになった。